# Anthomyia alishana
Anthomyia alishana este o specie de muște din genul Anthomyia, familia Anthomyiidae, descrisă de Ackland și Masayoshi Suwa în anul 1987.
Este endemică în Taiwan. Conform Catalogue of Life specia Anthomyia alishana nu are subspecii cunoscute.